# Macromitrium erubescens
Macromitrium erubescens là một loài rêu trong họ Orthotrichaceae. Loài này được E.B. Bartram mô tả khoa học đầu tiên năm 1942.